# Мазур, Моне
Моне́ Хэ́ппи Ма́зур (англ. Monet Happy Mazur; 17 апреля 1976, Лос-Анджелес, Калифорния, США) — американская актриса, модель и музыкант.

## Биография
Родилась 17 апреля 1976 года в Лос-Анджелесе (штат Калифорния, США) в семье иллюстратора Руби Мазура и модели Валери Чейсин. У Моне есть четыре брата: Николас, Сезанн, Мэтисс и Миро Мазур.
Начала свою карьеру в качестве фотомодели в подростковом возрасте. В 1993 году Моне дебютировала в кино, сыграв роль Брэнди Филдс в телесериале «Дни нашей жизни» и в настоящее время она сыграла в 42-х фильмах и телесериалах. Лауреат премий «Молодой Голливуд» (2002) и Method Fest Independent Film Festival (2005). Также она занимается музыкой.
С 2005 по 2018 год была замужем за актёром Алексом Де Ракофф. У бывших супругов есть два сына — Марлон Де Ракофф (род. 21 мая 2005) и Люсиано Сай Де Ракофф (род. 22 марта 2011).

## Избранная фильмография
| Год       |    | Русское название                                      | Оригинальное название                       | Роль                          |
| --------- | -- | ----------------------------------------------------- | ------------------------------------------- | ----------------------------- |
| 1993      | с  | Дни нашей жизни                                       | Days of Our Life                            | Брэнди Филдс                  |
| 1993      | ф  | Семейные ценности Аддамсов                            | Addams Family Values                        | флиртующая женщина            |
| 1995      | с  | Нас пятеро                                            | Party of Five                               | Эрика                         |
| 1995      | ф  | Разгневанные ангелы                                   | Raging Angels                               | Лила                          |
| 1997      | ф  | Остин Пауэрс: Человек-загадка международного масштаба | Austin Powers: International Man of Mystery | модная девушка                |
| 1999      | ф  | Таинственные люди                                     | Mystery Men                                 | Бекки Бинер                   |
| 2001      | ф  | Кокаин                                                | Blow                                        | Мария                         |
| 2001      | ф  | Глаза ангела                                          | Angel Eyes                                  | Кэти Пог                      |
| 2002      | ф  | 40 дней и 40 ночей                                    | 40 Days and 40 Nights                       | Кэнди                         |
| 2002      | ф  | Бесшабашное ограбление                                | Stark Raving Mad                            | Ванесса                       |
| 2003      | ф  | Молодожёны                                            | Just Married                                | Лорен                         |
| 2004      | ф  | Крутящий момент                                       | Torque                                      | Шейн                          |
| 2005      | ф  | Если свекровь — монстр                                | Monster-in-Law                              | Фиона                         |
| 2005      | ф  | В дурмане                                             | Stoned                                      | Анита Палленберг              |
| 2006      | ф  | Танцовщица                                            | Whirlygirl                                  | Элис                          |
| 2007      | ф  | Смерть в эфире                                        | Live!                                       | Абалон                        |
| 2007      | с  | C.S.I.: Место преступления Майами                     | CSI: Miami                                  | Линдсей Уэйд                  |
| 2007      | с  | Детектив Раш                                          | Cold Case                                   | Марго Чэмберс'89              |
| 2008      | ф  | Мальчикам это нравится                                | The House Bunny                             | Кассандра                     |
| 2009      | с  | Морская полиция: Лос-Анджелес                         | NCIS: Los Angeles                           | Тайный Агент Натали Джиордано |
| 2009—2010 | с  | Касл                                                  | Castle                                      | Джина Гриффин / Джина Кауэлл  |
| 2010      | с  | C.S.I.: Место преступления                            | CSI: Crime Scene Investigation              | Хайди Кастер                  |
| 2010      | с  | Чак                                                   | Chuck                                       | Барбара                       |
| 2012      | с  | Риццоли и Айлс                                        | Rizzoli & Isles                             | Джорджетт Уилкинс             |
| 2014      | ки | Transformers: Universe                                | Transformers Universe                       | Астра                         |